# Waltariho
Waltariho je ulice v Hloubětíně na Praze 9, která prochází rezidenční čtvrtí Suomi Hloubětín. Začíná na Laponské jižně od kruhové křižovatky a končí na křižovatce ulic Laponská a Saarinenova. Dvakrát se lomí, nejdříve k jihu a pak k východu, má tedy přibližný tvar položeného písmene U.

## Historie a názvy
Nově vzniklá ulice byla pojmenována v roce 2020 podle finského spisovatele, novináře a dramatika Miky Waltariho (1908–1979), kterého proslavil historický román Egypťan Sinuhet. V rezidenční čtvrti Suomi Hloubětín mají (nejen) veřejná prostranství společného jmenovatele, a sice Finsko. Do stejné skupiny názvů ulic, které připomínají finské osobnosti a oblasti, patří i Laponská, Saarinenova, Granitova a Revellova.

## Budovy a instituce
Po obou stranách ulice jsou rezidenční domy developerského projektu Suomi Hloubětín. Jedná se o dva domy 5. etapy Salo (B1 – čp. 1148/1, B2 – čp. 1148/3), jeden dům 7. etapy Porvoo (A6 – čp. 1148/5), tři domy 8. etapy Poro (B5 – čp. 1149/12, A9 – čp. 1149/14 a B6 – čp. 1149/16) a čtyři domy 9. etapy Vantaa (B3, A3, A4, B4).